# Tezaur folcloric
Tezaur folcloric este o emisiune a postului național de televiziune TVR 1, realizată și prezentată de Mărioara Murărescu din anul 1982 și până în anul 2014 când realizatoarea a decedat. În prezent emisiunea este realizată și prezentată de cântăreața de muzică populară Gheorghița Nicolae.

## Ediții
- Prima ediție, din 1982, a fost dedicată lui Dumitru Fărcaș, iar după aceasta, edițiile și filmările au curs șuvoi.

### Primul concert Tezaur Folcloric (martie 1988)
Primul Concert Tezaur Folcloric a fost realizat de Marioara Murărescu. În acest concert au fost prezentate cântece iubite din repertoriul a mai multor interpreți. Printre aceștia s-au aflat: Maria Ciobanu, Mioara Velicu, Laura Lavric, Rodica Bujor, Maria Apostol,Maria Dragomiroiu, Polina Manoilă,Veta Biriș, Benone Sinulescu, Maria Butaciu, Sava Negrean Brudașcu, Ileana Constantinescu, Titiana Mihali, Nicolae Furdui Iancu, Floarea Calotă. Nicolae Rotaru (interpret), Ana Pacatiuș, Mariana Drăghicescu și mulți alții. A fost un concert atât de iubit de public, încât, acesta s-a refăcut în următoarele zile. 